# Démocrates 66
Pour les articles homonymes, voir D66.
Les Démocrates 66 (en néerlandais, Democraten 66, abrégé en D66 et jusqu'en 1985 D'66) sont un parti politique néerlandais de type social-libéral, fondé, comme son nom l'indique, en 1966, par Hans van Mierlo. Membre de l'Alliance des libéraux et des démocrates pour l'Europe (ALDE) et de l'Internationale libérale (IL), le parti est dirigé par Rob Jetten depuis 2023.

## Histoire

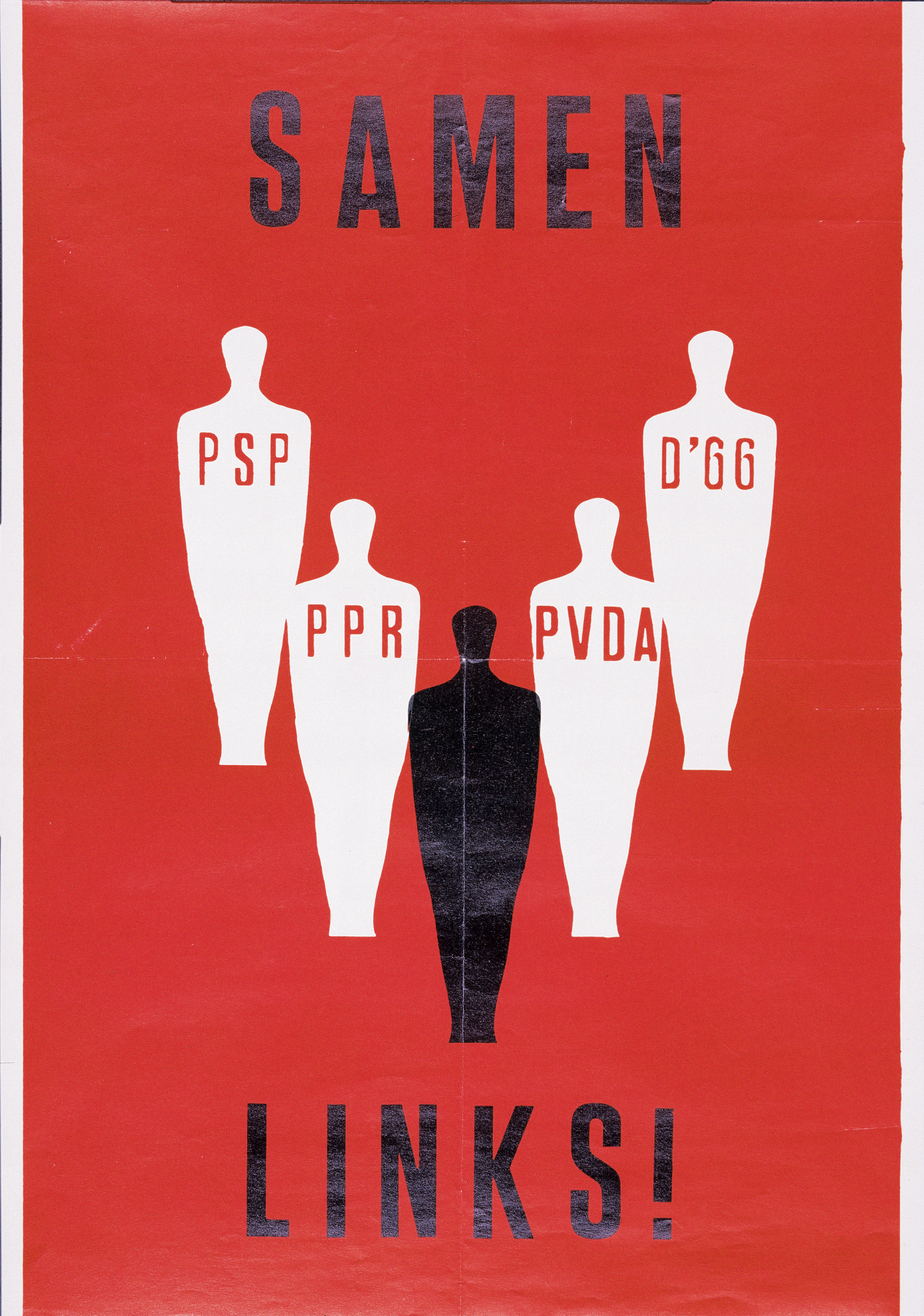
Samen Links !. Affiche pour les élections municipales de 1974 de la coalition entre le PPR, D'66, le PvdA et le PSP.

Le parti est fondé le 14 octobre 1966 par 44 fondateurs, 25 d’entre eux venant d’autres partis politiques. Les deux principaux dirigeants sont alors Hans van Mierlo, un journaliste d’Algemeen Handelsblad qui en devient le chef, et Hans Gruijters. 
Aux élections de la 2de Chambre de 1967, il obtient 7 sièges, et 11 aux élections suivantes de 1971, puis n’obtient que 6 députés aux élections de 1972. Il accède au gouvernement en 1973 dans une coalition à cinq.
Après les élections provinciales de 1974 menées par Jan Terlouw qui donnent des résultats encore moins bons et une période sous la direction de Maarten Engwirda, le parti renoue avec le succès en 1990 quand Hans van Mierlo redevient le candidat principal aux élections (lijsttrekker ou tête de liste). D66 devient le partenaire de deux coalitions « mauves », et envoie des ministres aux deux cabinets de Wim Kok.
Aux élections de 2002, Thom de Graaf, qui est chef de D66 depuis 1997, est tête de liste. Le nombre de sièges passe de 14 à 7 et le parti retourne dans l’opposition. En 2003, le parti tombe à 6 sièges. Thom de Graaf décide de ne plus rester à la tête du parti mais reste membre du parlement. Boris Dittrich lui succède.
Après l'échec de la formation d’un cabinet chrétien-démocrate et social-démocrate, D66 rejoint une coalition formée du CDA et du VVD. Thom de Graaf devient vice-Premier ministre et ministre des Réformes administratives. Il porte son attention sur l’élection directe des bourgmestres et la transformation du système électoral. Après le rejet de la proposition gouvernementale qui vise à supprimer la nomination des bourgmestres par la couronne, il démissionne. D66 entame alors des négociations avec le CDA et VVD pour un éventuel prolongement de la coalition. Cela aboutit à un accord, appelé accord de Pâques. En conséquence de quoi, un congrès spécial du parti rassemblant 2 600 membres (20 % des membres) et diffusé en direct à la télévision publique néerlandaise accepte avec une large majorité de rester au gouvernement. Alexander Pechtold succède à De Graaf comme ministre. Laurens Jan Brinkhorst, ministre de l’Économie, devient vice-Premier ministre. En juin 2006, le parti se désolidarise du gouvernement et vote la motion de censure déposée par le PvdA, le SP et le GL en réaction à l’affaire Ayaan Hirsi Ali. De juillet 2006 à octobre 2017, le parti ne participe à aucun gouvernement. Il est alors mené par Alexander Pechtold.
Aux élections législatives de 2017, D66 enregistre un bon score en obtenant 19 sièges. D66 devient le troisième parti du pays à égalité avec l'Appel chrétien-démocrate et seulement un siège derrière le PVV. En octobre 2017, quatre membres du parti intègrent le cabinet Rutte III. Le chef politique des D66, Alexander Pechtold, en place depuis 2006, laisse sa place à Rob Jetten le 9 octobre 2018.

## Direction
La chef politique (en néerlandais : Politiek leider) des Démocrates 66 est Sigrid Kaag depuis le 4 septembre 2020. Elle succède à Alexander Pechtold, qui occupe la fonction du 24 juin 2006 au 6 octobre 2018. Le 9 octobre 2018, le représentant Rob Jetten est choisi par la fraction parlementaire à la Seconde Chambre comme président de groupe en replacement du démissionnaire Pechtold.

## Identité: démocratique radicale et sociale libérale
- Si vous ne connaissez pas le sujet, laissez ce bandeau (vous pouvez alors contacter les auteurs).
- Si vous supprimez le contenu mis en cause (vous pouvez préalablement contacter les auteurs),

argumentez précisément cette suppression dans la page de discussion
(un manque de référence n'est pas un argument ; une recherche réelle de référence doit avoir été effectuée, être formellement documentée).
Une des questions les plus fréquemment discutées à l’intérieur du parti est celle de ses principes fondateurs, de la raison même de son existence. Le premier cheval de bataille, tel que mis en place lors du premier congrès de parti, fut la démocratisation radicale de la société en général et du système politique en particulier. L’accent fut mis longtemps sur la deuxième composante, le parti plaidant pour l’usage du référendum, l’abolition de la Première Chambre, l’élection directe du Premier ministre et des bourgmestres et l’introduction d’un système modéré de districts. Le cofondateur Van Mierlo était également représentant du radicalisme démocratique, un mouvement qui, au XIXe siècle, fut partagé entre socialisme et libéralisme. Il montra peu d’intérêt pour donner d’autres visions sur la direction et la politique sociale du parti. Terlouw essaya de donner au parti une autre direction comme « alternative raisonnable », avec une attention portée à l’environnement, aux questions sociales et à la technologie. Van Mierlo revient au milieu des années 1980, développant son discours sur « une raison d’exister ». Cette raison était, pour lui, le renouveau politique.
À la fin du XXe siècle, un nouveau positionnement apparaît, sous l’impulsion du groupe opschudding (effervescence), qui qualifie D66 en 1998 de social-libéral. Opschudding le décrivit ainsi : « D66 existe comme parti social libéral en vue de construire une société durable, démocratique et ouverte, dans laquelle l’individu se développe en solidarité avec les autres ». Le parti se place donc lui-même comme un parti libéral progressiste. Des raisons nationales expliquent l’usage du label social-libéral, car VVD, situé plus à droite, se qualifie lui-même de parti libéral. L’identité sociale libérale est confirmée par la charte du parti et sa déclaration de principe. Le libéralisme développemental place l’individu « libre mais responsable » au centre. Il veut donner aux individus une égale influence pour les faire contribuer d’eux-mêmes à la vie et à la société. Cela demande ouverture et démocratie et c’est ainsi que les deux raisons d’exister se rejoignent.
Ce mélange des notions social et libéral se ressent dans le programme politique du parti en 2017, qui supporte une économie de marché régulée mais aussi une légalisation du cannabis très contrôlée. D66 est en faveur de la légalisation de l'euthanasie et de l'avortement. Le parti est généralement europhile et souhaite approfondir l'Union européenne en donnant notamment plus de pouvoir au Parlement européen. Il souhaite lutter contre le réchauffement climatique en investissant dans le développement durable.
Par ses politiques et ses idées, D66 est une continuation du Vrijzinnig Democratische Bond (la ligue démocratique libérale). Certains membres de D66 préfèrent se qualifier de démocrates libéraux.

## Organisations associées
Il existe le mouvement autonome de jeunes du D66 : les Jeunes Démocrates.

## À l’international
Les D66 sont membres de l’Internationale libérale et du Parti européen des libéraux, démocrates et réformateurs. Wilfried Derksen, membre de D66, est l’un des vice-présidents du PELDR. La représentante de D66 au Parlement européen, Sophie in 't Veld, siège dans le groupe Renew Europe.

## Personnalités

### Ministres
| Cabinet Den Uyl                                                                |                                        |                                                                     |
| Logement et Aménagement du territoire                                          | Hans Gruijters                         | 11 mai 1973 – 19 décembre 1977                                      |
| Cabinet Van Agt II                                                             |                                        |                                                                     |
| Vice-Premier ministre Affaires économiques                                     | Jan Terlouw                            | 11 septembre 1981 – 29 mai 1982 11 septembre 1981 – 29 mai 1982     |
| Défense                                                                        | Hans van Mierlo                        | 11 septembre 1981 – 29 mai 1982                                     |
| Transports et Voies d'eau                                                      | Henk Zeevalking                        | 11 septembre 1981 – 29 mai 1982                                     |
| Cabinet Van Agt III                                                            |                                        |                                                                     |
| Vice-Premier ministre Affaires économiques                                     | Jan Terlouw                            | 29 mai – 4 novembre 1982 29 mai – 4 novembre 1982                   |
| Affaires intérieures                                                           | Max Rood                               | 29 mai – 4 novembre 1982                                            |
| Défense                                                                        | Hans van Mierlo                        | 29 mai – 4 novembre 1982                                            |
| Logement et Aménagement du territoire                                          | Erwin Nypels                           | 29 mai – 4 novembre 1982                                            |
| Transports et Voies d'eau                                                      | Henk Zeevalking                        | 29 mai – 4 novembre 1982                                            |
| Cabinet Kok I                                                                  |                                        |                                                                     |
| Vice-Premier ministre Affaires étrangères                                      | Hans van Mierlo                        | 22 août 1994 – 3 août 1998 22 août 1994 – 3 août 1998               |
| Justice                                                                        | Winnie Sorgdrager                      | 22 août 1994 – 3 août 1998                                          |
| Affaires économiques                                                           | Hans Wijers                            | 22 août 1994 – 3 août 1998                                          |
| Santé, Bien-être et Sports                                                     | Els Borst                              | 22 août 1994 – 3 août 1998                                          |
| Cabinet Kok II                                                                 |                                        |                                                                     |
| Vice-Premier ministre Santé, Bien-être et Sports                               | Els Borst                              | 3 août 1998 – 22 juillet 2002 3 août 1998 – 22 juillet 2002         |
| Agriculture, Nature et Pêche                                                   | Haijo Apotheker Laurens Jan Brinkhorst | 3 août 1998 – 7 juin 1999 – 22 juillet 2002                         |
| Grandes villes et Intégration                                                  | Roger van Boxtel                       | 3 août 1998 – 22 juillet 2002                                       |
| Cabinet Balkenende II                                                          |                                        |                                                                     |
| Vice-Premier ministre Réformes administratives et Relations au sein du Royaume | Thom de Graaf                          | 27 mai 2003 – 25 mars 2005 27 mai 2003 – 25 mars 2005               |
| Réformes administratives et Relations au sein du Royaume                       | Alexander Pechtold                     | 31 mars 2005 – 29 juin 2006                                         |
| Vice-Premier ministre Affaires économiques                                     | Laurens Jan Brinkhorst                 | 31 mars 2005 – 29 juin 2006 27 mai 2003 – 29 juin 2006              |
| Cabinet Rutte III                                                              |                                        |                                                                     |
| Vice-Premier ministre Affaires intérieures et Relations au sein du Royaume     | Kajsa Ollongren                        | 26 octobre 2017 – 1er novembre 2019 14 avril 2020 – 10 janvier 2022 |
| Affaires sociales et Emploi                                                    | Wouter Koolmees                        | 26 octobre 2017 – 10 janvier 2022                                   |
| Commerce extérieur et Coopération au développement                             | Sigrid Kaag                            | 26 octobre 2017 – 10 août 2021                                      |
| Éducation, Culture et Science                                                  | Ingrid van Engelshoven                 | 26 octobre 2017 – 10 janvier 2022                                   |
| Cabinet Rutte IV                                                               |                                        |                                                                     |
| Vice-Première ministre Finances                                                | Sigrid Kaag                            | 10 janvier 2022 –                                                   |
| Protection juridique                                                           | Franc Weerwind                         | 10 janvier 2022 –                                                   |
| Éducation, Culture et Science                                                  | Robbert Dijkgraaf                      | 10 janvier 2022 –                                                   |
| Défense                                                                        | Kajsa Ollongren                        | 10 janvier 2022 –                                                   |
| Climat et Énergie                                                              | Rob Jetten                             | 10 janvier 2022 –                                                   |
| Santé, Bien-être et Sports                                                     | Ernst Kuipers                          | 10 janvier 2022 –                                                   |

## Résultats électoraux

### Seconde Chambre

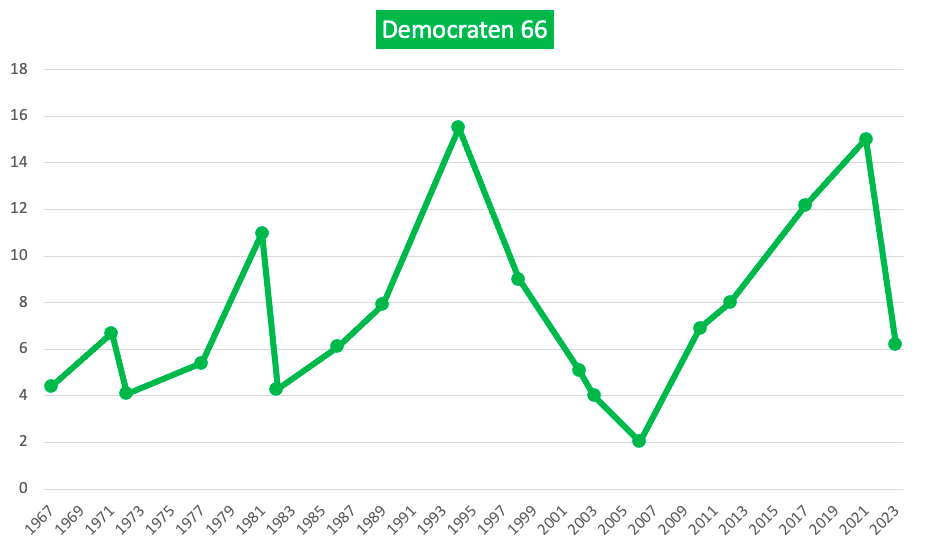
Evolution des résultats électoraux de D66 à la Seconde Chambre.

| Année | Voix      | %    | Sièges   | Rang | Gouvernement      |
| ----- | --------- | ---- | -------- | ---- | ----------------- |
| 1967  | 307 810   | 4,4  | 7 / 150  | 7e   | Opposition        |
| 1971  | 427 720   | 6,7  | 11 / 150 | 5e   | Opposition        |
| 1972  | 307 048   | 4,1  | 6 / 150  | 8e   | Den Uyl           |
| 1977  | 452 423   | 5,4  | 8 / 150  | 4e   | Opposition        |
| 1981  | 961 121   | 11,0 | 17 / 150 | 4e   | Van Agt II et III |
| 1982  | 351 278   | 4,3  | 6 / 150  | 4e   | Opposition        |
| 1986  | 562 466   | 6,1  | 9 / 150  | 4e   | Opposition        |
| 1989  | 701 934   | 7,9  | 12 / 150 | 4e   | Opposition        |
| 1994  | 1 391 202 | 15,5 | 24 / 150 | 4e   | Kok I             |
| 1998  | 773 497   | 9,0  | 14 / 150 | 4e   | Kok II            |
| 2002  | 484 317   | 5,1  | 7 / 150  | 7e   | Opposition        |
| 2003  | 393 333   | 4,0  | 6 / 150  | 7e   | Balkenende II     |
| 2006  | 193 232   | 2,0  | 3 / 150  | 8e   | Opposition        |
| 2010  | 654 167   | 6,9  | 10 / 150 | 6e   | Opposition        |
| 2012  | 757 091   | 8,0  | 12 / 150 | 6e   | Opposition        |
| 2017  | 1 285 819 | 12,2 | 19 / 150 | 4e   | Rutte III         |
| 2021  | 1 565 861 | 15,0 | 24 / 150 | 2e   | Rutte IV          |
| 2023  | 656 290   | 6,3  | 9 / 150  | 5e   | Opposition        |

### Parlement européen
| Année | %    | Mandats | Rang | Groupe |
| ----- | ---- | ------- | ---- | ------ |
| 1979  | 9,0  | 2 / 25  | 4e   | LD     |
| 1984  | 2,3  | 0 / 25  | 7e   |        |
| 1989  | 6,0  | 1 / 25  | 5e   | LDR    |
| 1994  | 11,7 | 4 / 38  | 4e   | ELDR   |
| 1999  | 5,8  | 2 / 31  | 6e   | ELDR   |
| 2004  | 4,2  | 1 / 27  | 8e   | ADLE   |
| 2009  | 11,3 | 3 / 25  | 5e   | ADLE   |
| 2014  | 15,0 | 4 / 26  | 1er  | ADLE   |
| 2019  | 7,1  | 2 / 26  | 6e   | RE     |